# 한국가공식품수출협회
한국가공식품수출협회는 농산물의 수출진흥을 위해 기술개발 및 포장 개선, 해외시장 정보수립사업에 기여 목적으로 1994년 8월 31일 설립된 대한민국 농림수산식품부 소관의 사단법인이다. 사무실은 서울특별시 서초구 양재동 241 가인빌딩 3층에 있다.

## 주요 사업
- 수출상대국의 수입 및 마케팅 등 제도와 관행에 대한 정보수집, 전파
- 농수산물수출과 관련, 제외국과의 협력체계 구축 및 해외홍보강화
- 포장디자인 개발 및 표기사항 지도, 제작
- 국제식품박람회 참가 및 수출촉진단 파견
- 회원사간 기술, 유통, 수출정보 제공